# Горелов, Александр Васильевич
Александр Васильевич Горелов (род. 23 января 1958, Сурск, Пензенская область) — российский инфекционист, академик РАН (2022).

## Биография
Родился 23 января 1958 года в городе Сурске Пензенской области.
В 1982 году с отличием окончил педиатрический факультет Саратовского медицинского института.
В 1989 году защитил кандидатскую диссертацию на тему «Вопросы клиники, патогенеза и этиотропной терапии кампилобактериоза у детей».
В 1995 году защитил докторскую диссертацию на тему «Кампилобактериоз у детей. Клиника, диагностика, лечение».
После окончания вуза работает в Центральном научно-исследовательском институте эпидемиологии, где прошёл путь от аспиранта до заведующего детским клиническим отделением (с 1996 года), с 2008 года руководитель клинического отдела инфекционной патологии, затем заместитель директора по научной работе.
С 1993 года работает на кафедре детских болезней Сеченовского университета, с 2000 года — в должности профессора, курирует гастроэнтерологическое отделение.
В 2016 году избран членом-корреспондентом РАН.
В 2022 году избран академиком РАН.

## Научная деятельность
Ведёт изучение проблем детских инфекций, склонных к эпидемическому распространению, в том числе «вновь возникающих».
Первым в стране описал ряд новых инфекционных заболеваний, в частности: бокавирусную и метапневмовирусную инфекцию, энтероагрегативный эшерихиоз, аденовирусную острую диарею, кампилобактериоз, кишечные вирусные инфекции, связанные с оказанием медицинской помощи, поражения печени при токсокарозе, выявил особенности сочетанного течения малярии у детей.
Автор более 500 научных трудов по инфекционным болезням у детей и педиатрии, из них: 9 монографий, глав в руководствах, 2 справочника для врачей, 4 учебника для вузов, более 15 публикаций в зарубежной печати; 7 патентов РФ на изобретения.
Под его руководством защищено 11 докторских и 36 кандидатских диссертаций.
Член редакционных коллегий 9 научных журналов, входящих в перечень ВАК, заместитель главного редактора журнала «Инфекционные болезни» (входит в международную реферативную базу Scopus), член редсовета журнала «Доктор.Ру».

## Награды
- Медаль «В память 850-летия Москвы»
- Знак «Отличник здравоохранения»
- Почётный работник Роспотребнадзора.